# Diriomo
Diriomo – miasto w Nikaragui, w departamencie Granada.